# Ориентированный граф

Ориентированный граф (кратко орграф) — (мульти) граф, рёбрам которого присвоено направление. Направленные рёбра именуются также дугами, а в некоторых источниках и просто рёбрами. Граф, ни одному ребру которого не присвоено направление, называется неориентированным графом или неорграфом.

## Основные понятия
Формально, орграф {\displaystyle D=(V,E)} состоит из множества {\displaystyle V}, элементы которого называются вершинами, и множества {\displaystyle E} упорядоченных пар вершин {\displaystyle u,v\in V}, элементы которого называются дугами.
Дуга {\displaystyle (u,v)} инцидентна вершинам {\displaystyle u} и {\displaystyle v}. При этом говорят, что {\displaystyle u} — начальная вершина дуги, а {\displaystyle v} — конечная вершина.
Орграф, полученный из простого графа ориентацией рёбер, называется направленным. В отличие от последнего, в произвольном простом орграфе две вершины могут соединяться двумя разнонаправленными дугами.
Направленный полный граф называется турниром.

### Связность
Маршрутом в орграфе называют чередующуюся последовательность вершин и дуг, вида {\displaystyle v_{0}\{v_{0},v_{1}\}v_{1}\{v_{1},v_{2}\}v_{2}...v_{n}} (вершины могут повторяться). Длина маршрута — количество дуг в нём.
Путь есть маршрут в орграфе без повторяющихся дуг, простой путь — без повторяющихся вершин. Если существует путь из одной вершины в другую, то вторая вершина достижима из первой.
Контур есть замкнутый путь.
Для полумаршрута снимается ограничение на направление дуг, аналогично определяются полупуть и полуконтур.
Орграф сильно связный, или просто сильный, если все его вершины взаимно достижимы;
односторонне связный, или просто односторонний, если для любых двух вершин, по крайней мере, одна достижима из другой;
слабо связный, или просто слабый, если при игнорировании направления дуг получается связный (мульти)граф;
Максимальный сильный подграф называется сильной компонентой; односторонняя компонента и слабая компонента определяются аналогично.
Конденсацией орграфа {\displaystyle D} называют орграф {\displaystyle D^{\star }}, вершинами которого служат сильные компоненты {\displaystyle D}, а дуга в {\displaystyle D^{\star }} показывает наличие хотя бы одной дуги между вершинами, входящими в соответствующие компоненты.

### Дополнительные определения
Направленный ациклический граф или комок есть бесконтурный орграф.
Ориентированный граф, полученный из заданного сменой направления рёбер на противоположное, называется обратным.

### Изображение и свойства всех орграфов с тремя узлами
Легенда: С — слабый, ОС — односторонний, СС — сильный, Н — является направленным графом, Г — является гамаком (ациклический), Т — является турниром
| 0 дуг        | 1 дуга | 2 дуги   | 3 дуги      | 4 дуги | 5 дуг | 6 дуг      |
| пустой, Н, Г | Н, Г   |          | ОС          | CC     | CC    | полный, CC |
|              |        | ОС, Н, Г | CC, Н, Т    | CC     |       |            |
|              |        | C, Н, Г  | ОС, Н, Г, Т | ОС     |       |            |
|              |        | C, Н, Г  | ОС          | ОС     |       |            |

## Применение орграфов
Орграфы широко применяются в программировании как способ описания систем со сложными связями. К примеру, одна из основных структур, используемых при разработке компиляторов и вообще для представления компьютерных программ — граф потоков данных.

### Бинарные отношения

орграф отношения делимости

Бинарное отношение над конечным носителем может быть представлено в виде орграфа. Простым орграфом представимы антирефлексивные отношения, в общем случае требуется орграф с петлями. Если отношение симметрично, то его можно представить неориентированным графом, а если антисимметрично, то направленным графом.

## Прочее
Алгоритм Суурбалле — алгоритм нахождения двух непересекающихся (не имеющих общих рёбер) путей в ориентированном графе с неотрицательными весами, так что оба пути связывают ту же самую пару вершин и имеют минимальную общую длину.